# Propriá
Propriá es un municipio brasileño del estado de Sergipe. Se localiza a una latitud 10º12'40" sur y a una longitud 36º50'25" oeste, estando a una altitud de 14 metros. Su población estimada en 2004 era de 46 014 habitantes.
Posee un área de 95,51 km².

## Historia
El origen del municipio comienza a principios del siglo XVII, cuando fue instalada una misión jesuita para la catequesis de los indios.
El municipio, que comandaba administrativamente varias ciudades de la región del río São Francisco, era conocido en la época como “Urubu de Bajo” y pertenecía a Cristóvão de Barros, conquistador de Sergipe, que donó el 9 de abril de 1590 al hijo del Antônio Cardoso de Barros.